# Feudalism

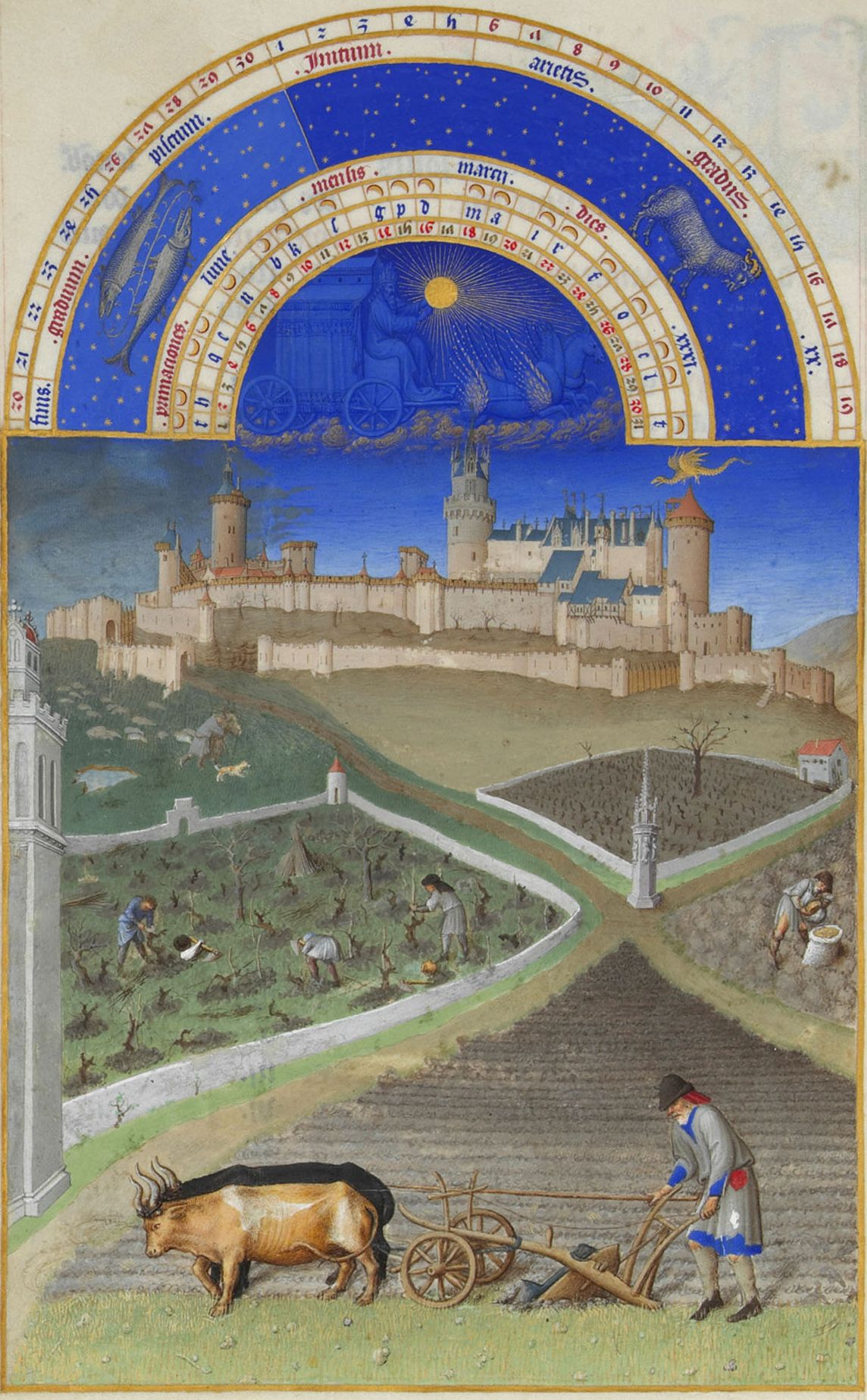
Tapiserie prezentând o scenă tipic feudală din Les Très Riches Heures du duc de Berry,
luna martie

Feudalismul este un sistem politico-economico-social, corespunzând Evului Mediu european, caracterizat prin preponderența economiei de subzistență asupra celei de piață, prin înzestrarea producătorului direct cu utilaje de producție, în timp ce pământul este în general proprietatea cu caracter personal a stăpânului domeniului (boier, nobil) care are diverse grade de autoritate asupra producătorului direct, asigurată prin constrângerea extraeconomică (oștile, arnăuții, ceaușii, pandurii), și prin nivelul scăzut al tehnicii dar ridicat al nesiguranței, care obligă producătorul să apeleze la stăpân.
Mai general, feudalismul este un sistem de organizare a societății bazat pe patru caracteristici:
- proprietatea asupra pământului (feud = pământ). Termenul a apărut în secolul al X-lea, sub forma din limba latină feos/feus, care a evoluat la feodum/feudum.[2];
- relațiile de inter-dependență și de obligații reciproce între oameni, bresle, ținuturi, orașe, sate și state, formalizate prin făgăduințe, jurăminte, relații de vasalitate/suzeranitate/închinare care formează o rețea socială rigidă, dar fragilă față de nesiguranța naturală (secete, molime, inundații...) sau politică (războaie, jafuri, cotropiri...), și care exclude astfel numeroase populații din cadrul ei, acestea formând cete de nomazi, invadatori, tâlhari, haiduci, pirați ș.a.;
- pierderea, cel puțin în Europa occidentală și centrală, a cunoștințelor dobândite în Antichitate (matematică, geometrie, arhitectură, astronomie, geografie, istorie, filozofie, medicină, igienă...) și a tehnologiilor consecutive (irigare, apeducturi, drumuri, semafoare, băi, navigație...), scăderea nivelului de viață, micșorarea orașelor față de dimensiunile lor antice (și chiar dispariția temporară sau definitivă a multora);
- pregnanța religiei, numărul clericilor și mânăstirilor, puterea lor inclusiv politică și economică (episcopiile și mânăstirile posedând imense domenii, mori, poduri, uneori armate), splendoarea bisericilor și a artei religioase, controversele religioase și violența lor (de exemplu între iconoduli și iconoclaști, sau între catari și catolici...).

## Geneza
Geneza acestei orânduiri a avut loc pe două căi:
- prin sinteza germenilor relațiilor feudale - apărute în faza de destrămare a relațiilor sclavagiste - cu germenii acelorași relații, constituiți în procesul de descompunere a societății primitive, în care trăiau popoarele migratoare (barbare). Această sinteză a condus la rândul ei la două variante:
  - cea dintâi a asociat în chip particular elementele romane și cele barbare și a fost caracteristică zonelor care au cunoscut formele clasice ale feudalismului din Europa apuseană și centrală;
  - în cea de-a doua, elementele romane au fost preponderente și ea se mai întâlnește în bazinul mediteranean, feudalismul bizantin fiind exemplul cel mai tipic;
- apariția relațiilor feudale în cazul procesului de dezagregare a structurilor societății primitive (elementele de „sinteză“ preluate din lumea romană fiind total absente sau cu o pondere neînsemnată). Acest tip de feudalism poate fi identificat în evoluția popoarelor de origine celtă, germană și slavă.

## Feudalismul românesc
Feudalismul românesc se încadrează în acest din urmă tip întrucât la nivelul relațiilor de producție care este definitoriu pentru o formațiune economico-socială apariția celor două clase fundamentale ale societății feudale - țăranii dependenți și stăpânii de moșii - și a relațiilor dintre ele a fost rezultatul destrămării obștilor sătești de origine autohtonă, elementele preluate din lumea romano-bizantină acționând doar la nivelul instituțiilor. A fost vehiculată și ideea, neargumentată suficient, că feudalismul românesc s-ar fi constituit mai târziu, fiind precedat de o orânduirea tributală. Cert este că și în feudalismul clasic, dar și cel românesc pot fi distinse două nivele:
- cel al bazei - relațiile de producție în cadrul senioriei în sensul de domeniu
- cel al suprastructurii - ansamblul de raporturi feudo-vasalice, întemeiate pe fidelitatea personală și obligații contractuale.

Domeniul feudal este elementul definitoriu al feudalismului și constituie principalul cadru de organizare și desfășurare a producției întemeiată pe relațiile feudale. Raporturile feudo-vasalice au avut forme variate în diferite zone ale lumii, dar indiferent de instituțiile pe care le-au generat, ele au avut la bază un contract de vasalitate.
Periodizarea în cele trei faze ale feudalismului (timpuriu, dezvoltat, târziu) are la bază gradul de dezvoltare a relațiilor de producție feudale, dar limitele cronologice sunt, natural, deosebite în cuprinsul diverselor arii geografice.